# Loona (hudební skupina)
Loona (korejsky 이달의 소녀, japonsky 今月の少女 stylizováno jako LOOΠΔ) je jihokorejská dívčí skupina utvořená společností Blockberry Creative, jejíž dvanáct členů bylo pravidelně odhalováno po měsíci. Podle toho bylo odvozeno jejich korejské jméno Idarui Sonyeo (이달의  소녀), což v překladu znamená „Dívka měsíce“. V listopadu 2022 byla Chuu ze skupiny odstraněna a poté se skupina celkově rozpadla v červnu 2023. Nyní jsou členky Heejin, Haseul, Kim Lip, Jinsoul a Choerry pod agenturou Modhaus, členky Hyunjin, Yeojin, ViVi, Go Won a Hyeju pod agenturou CTEDNM, Chuu pod ARTP a Yves je pod agenturou PAIX PER MIL.
Loona zahájila svůj pre-debutový projekt v říjnu 2016, přičemž každá členka v příštích osmnácti měsících vydala svoje vlastní album. Po odhalení jednotlivých členek, se vytvořily tři dílčí jednotky: Loona 1/3, Loona Odd Eye Circle a jako poslední, Loona yyxy. Jejich debutové EP, které bylo vydáno v plném počtu, [+ +] (2018), obsahuje hlavní singl "favOriTe" a titulní skladbu „Hi High“.

## Historie

### 2016–2018: Pre–debutové podskupiny a Mix Nine
2. října 2016, Blockberry Creative oznámili prostřednictvím Naveru, že budou debutovat svou první dívčí skupinu prostřednictvím osmnáctiměsíčního pre–debutového projektu. Jaden Jeong působil jako kreativní ředitel skupiny do srpna 2019, kdy opustil Blockberry Creative.

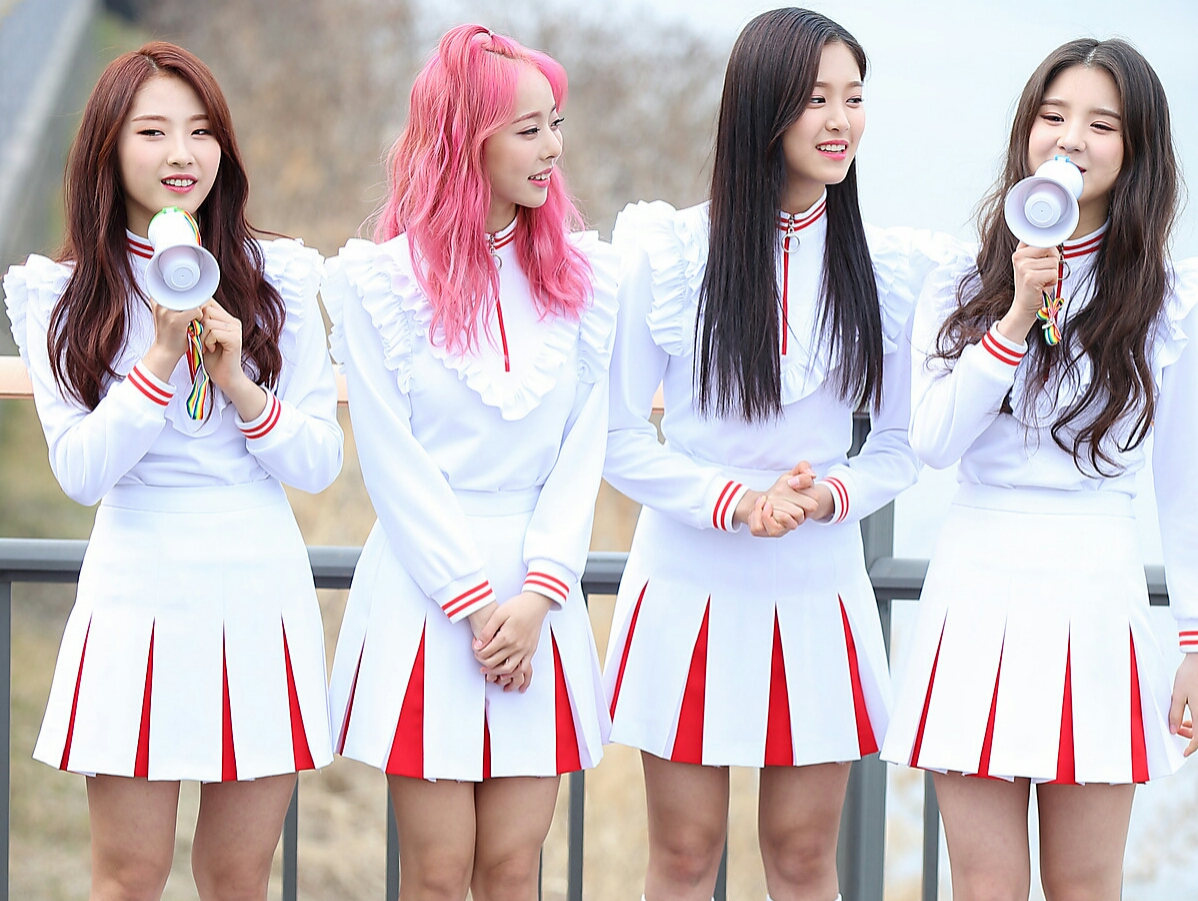
Loona 1/3 v březnu 2017

Od října 2016 do ledna 2017 byli odhaleny čtyři členky (HeeJin, HyunJin, HaSeul a YeoJin) každá členka vydala jedno album, které se obvykle skládá ze sólové skladby a další skladby s dalšími odhalenými členy. V březnu 2017 byla představena první podskupina Loona 1/3, která se skládala z dříve odhalených členek HeeJin, HyunJin, HaSeul a nové členky ViVi. 13. března 2017 Loona 1/3 vydaly své první EP Love & Live. 27. dubna vydaly reedici EP s názvem Love & Evil, doprovázenou singlem „Sonatine“. Love & Live a jeho reedice dosáhly 10. a 34. místa v jihokorejském žebříčku Gaon Album Chart.

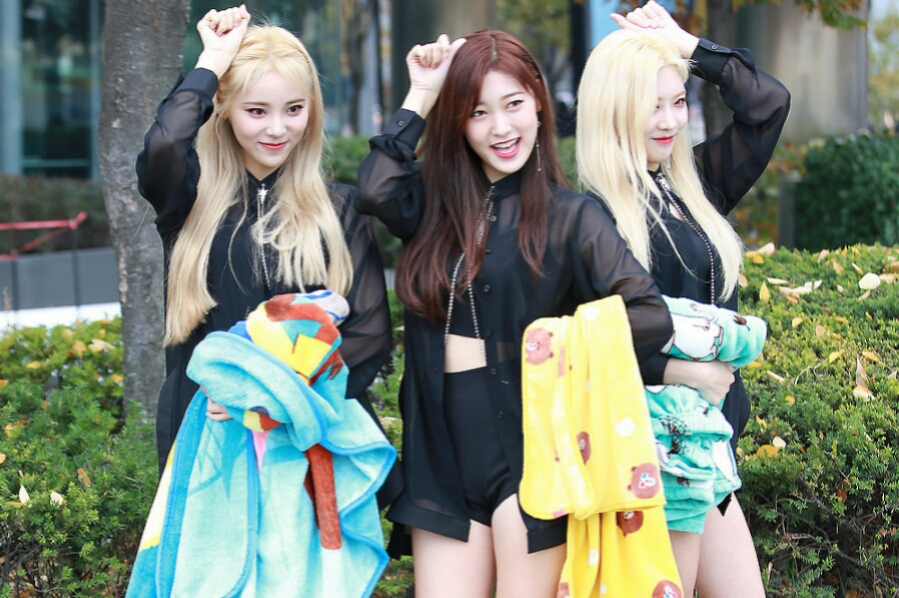
Loona Odd Eye Circle v listopadu 2017

## Členové

### Bývalí členové
- Chuu (츄) (2018-2022)
- HeeJin (희진) (2015-2023)
- HyunJin (현진) (2016-2023)
- ViVi (비비) (2016-2023)
- Kim Lip (김립) (2017-2023)
- Jinsoul (진솔) (2017-2023)
- Choerry (최리) (2017-2023)
- Haseul (하슬) - vůdce (2016-2023)
- Yeojin (여진) - (2017-2023)
- Yves (이브) - (2017-2023)
- Gowon (고원) - (2018-2023)
- Hyeju (혜주) - (2018-2023) formerly known as Olivia Hye (올리비아 혜)

### Dílčí jednotky
- Loona 1/3 (이달의 소녀 1/3) – Haseul (vůdce dílčí jednotky), ViVi, Heejin, Hyunjin
- Loona Odd Eye Circle (이달의 소녀 오드아이써클) – Kim Lip (vůdce dílčí jednotky), Jinsoul, Choerry
- Loona yyxy (이달의 소녀 yyxy, youth youth by young) – Yves (vůdce dílčí jednotky), Chuu, Gowon, Hyeju
- Loossemble (루셈블) - Hyunjin, ViVi, Yeojin, Gowon, Hyeju
- ARTMS (아르테미스) - Heejin, Haseul, Jinsoul, Choerry, Kim Lip